# Kardinalska imenovanja pape Leona XII.
Papa Leon XII. za vrijeme svoga pontifikata (1823. – 1829.) održao je 8 konzistorija na kojima je imenovao ukupno 25 kardinala.

## Konzistorij 3. svibnja 1824. (I.)
1. Giovanni Battista Bussi, generalni saslušatelj Apostolske komore, beneventanski izabrani nadbiskup
2. Bonaventura Gazzola, O.F.M.Ref., biskup Montefiasconea

## Konzistorij 27. rujna 1824. (II.)
1. Karl Kajetan von Gaisruck, milanski nadbiskup, kraljevina Lombardija-Venecija (Austro-Ugarska)
2. Patrício da Silva, O.E.S.A., lisabonski patrijarh, Portugal
3. Teresio Ferrero della Marmora, bivši biskup Saluzza

## Konzistorij 20. prosinca 1824. (III.)
1. Pedro de Inguanzo y Rivero, toledski nadbiskup, Spain
2. Ludovico Micara, O.F.M.Cap. [a]

## Konzistorij 21. ožujka 1825. (IV.)
1. Gustave-Maximilian-Juste de Croy, ruanski nadbiskup, Francuska
2. Mauro Cappellari, O.S.B.Cam., opat i generalni vikar svoga reda. [b]

## Konzistorij 13. ožujka 1826. (V.)
1. Jean-Baptist-Marie-Anne-Antoine de Latil, remski nadbiskup, Francuska
2. Francisco Javier de Cienfuegos y Jovellanos, seviljski nadbiskup, Španjolska

## Konzistorij 2. listopada 1826 (VI.)
1. Pietro Caprano, ikonijski naslovni nadbiskup, tajnik Svete kongregacije za širenje vjere [c]
2. Alexander Rudnay Divékújfalusi, ostrogonski nadbiskup, Austro-Ugarska [c]
3. Giacomo Giustiniani, imolski nadbiskup-biskup, nuncij u Španjolskoj
4. Vincenzo Macchi, nisibiski naslovni nadbiskup, nuncij u Francuskoj
5. Giacomo Filippo Fransoni, nazianski naslovni nadbiskup, nuncij u Portugalu
6. Benedetto Barberini, prefekt kućanstva Njegove Svetosti [c]
7. Giovanni Antonio Benvenuti, apostolski pro-legat u provinciji Forli [c]
8. Giovanni Francesco Marazzani Visconti, prefekt Apostolske palače [c]
9. Tommaso Bernetti, rimski guverner i vice-kamerlengo Svete Rimske Crkve
10. Belisario Cristaldi, rizničar Apostolske komore [c]

## Konzistorij 25. lipnja 1827. (VII.)
1. Ignazio Nasalli, cirski naslovni nadbiskup, bivši nuncij u Švicarskoj
2. Joachim-Jean-Xavier d'Isoard, dekan Svete Rimske rote

## December 15, 1828 (VIII.)
1. Antonio Domenico Gamberini, orvietski biskup
2. Juan Francisco Marco y Catalán, rimski guverner i vice-kamerlengo Svete Rimske Crkve

Biskup Timoteo Maria Ascensi, O.C.D., iz Osima i Cingolija, trebao je biti imenovan kardinalom u ovom konzistoriju, ali je umro 6. prosinca 1828., prije njegova održavanja.